# 张慕颜
张慕颜（1933年6月—2010年），山西省五寨人。中华人民共和国编辑。

## 生平
1954年6月调入山西人民出版社任编辑，历任政治经济编辑室编辑，科技编辑室副主任、主任等职。他写作了《植棉能手吴吉昌》、《大寨是农业生产的典型》，其执笔总结的大寨经验得到了毛泽东重视，并直接影响了后来的“农业学大寨”热潮。1985年起，历任山西出版总社发行处处长、办公室主任，山西省新闻出版局编审委员会副主任等职。1988年调入希望出版社，任副总编辑；1994年12月，在希望出版社退休。2010年去世。